# 路堡龙王庙
路堡龙王庙，位于山西省长治市黎城县程家山乡路堡村，是一处山西省文物保护单位。
2016年6月6日，路堡龙王庙公布为第五批山西省文物保护单位，年代为元、明、清，古建筑类，编号5-92。